# Рабство в США

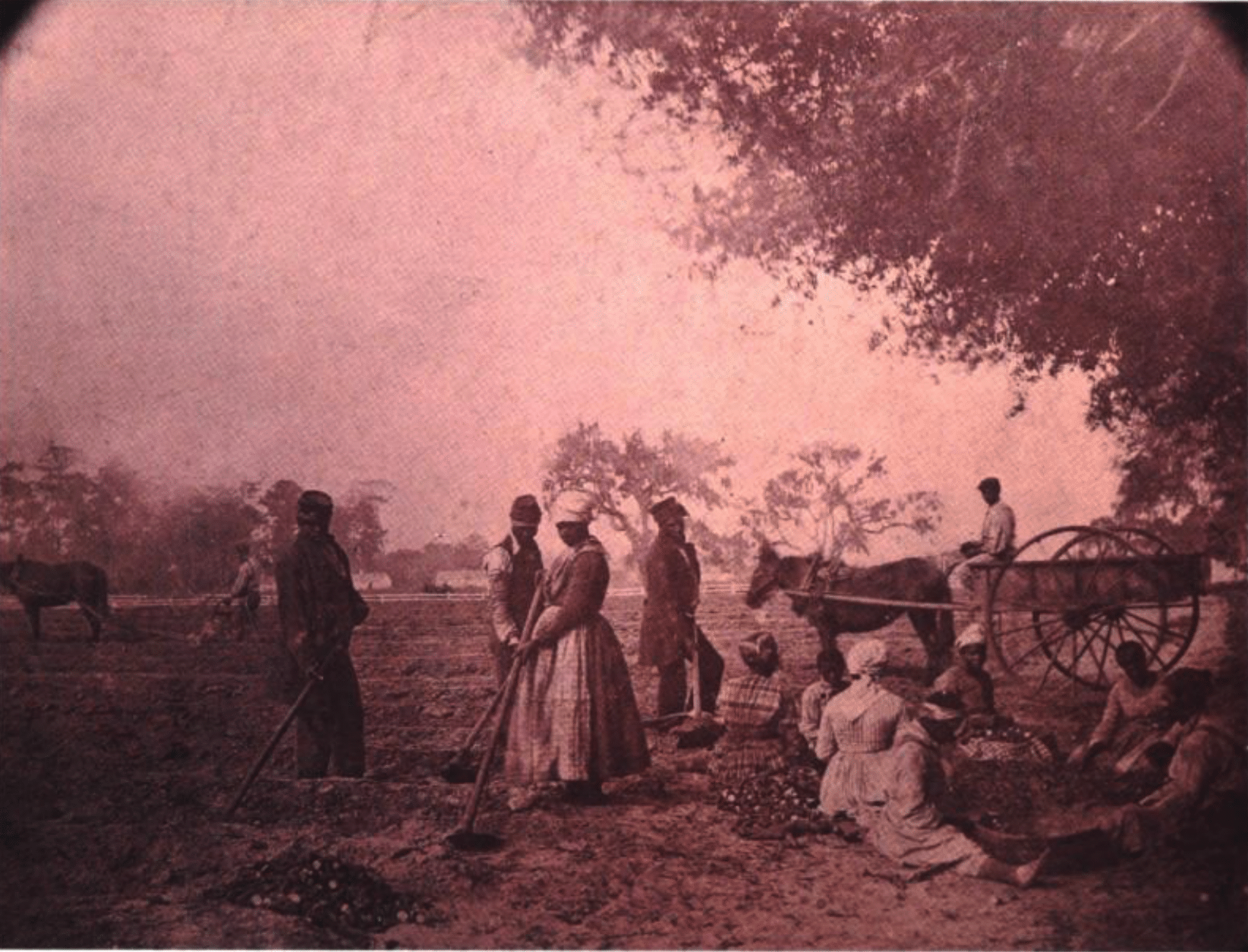
Рабы на плантации в Южной Каролине сажают батат, 1862 год

Рабство в США — социальный институт использования принудительного труда рабов, существовавший в британских американских колониях и США в 1619—1865 годах. Большинство рабов было чернокожими африканцами, насильно вывезенными из мест проживания в Африке, и их потомками. Президент Авраам Линкольн подписал указ об отмене рабства на территории США в 1862 году, что было подкреплено Прокламацией об освобождении рабов 1863 года. Однако южные штаты это не признали, поэтому до окончания гражданской войны в 1865 году отмена рабства не вступила в действие де факто. Окончательно это было декларировано 13-й поправкой к Конституции США от 1 февраля 1865 года, однако четверть штатов её не ратифицировала. Формально последним это сделал Миссисипи в 2013 году.

## История

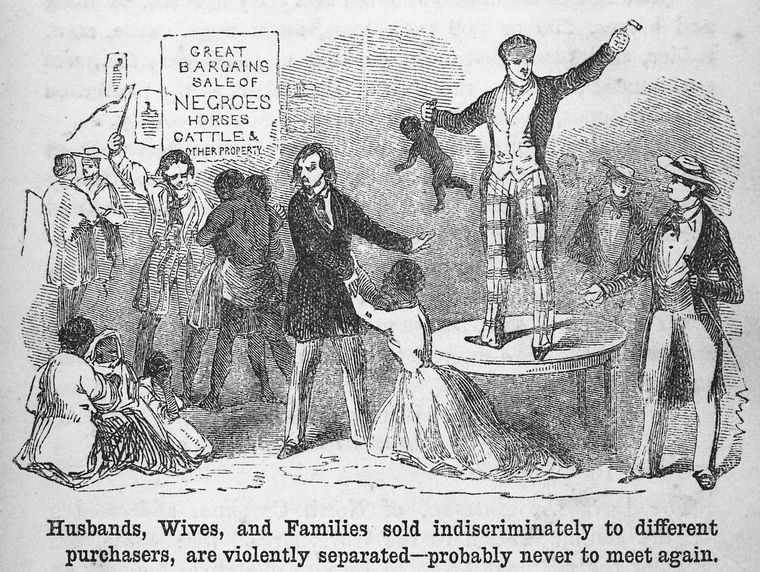
«Мужья, жены и семьи, проданные без разбора разным покупателям, насильственно разлучены — вероятно, они никогда больше не встретятся», 1843, Нью-Йоркская публичная библиотека

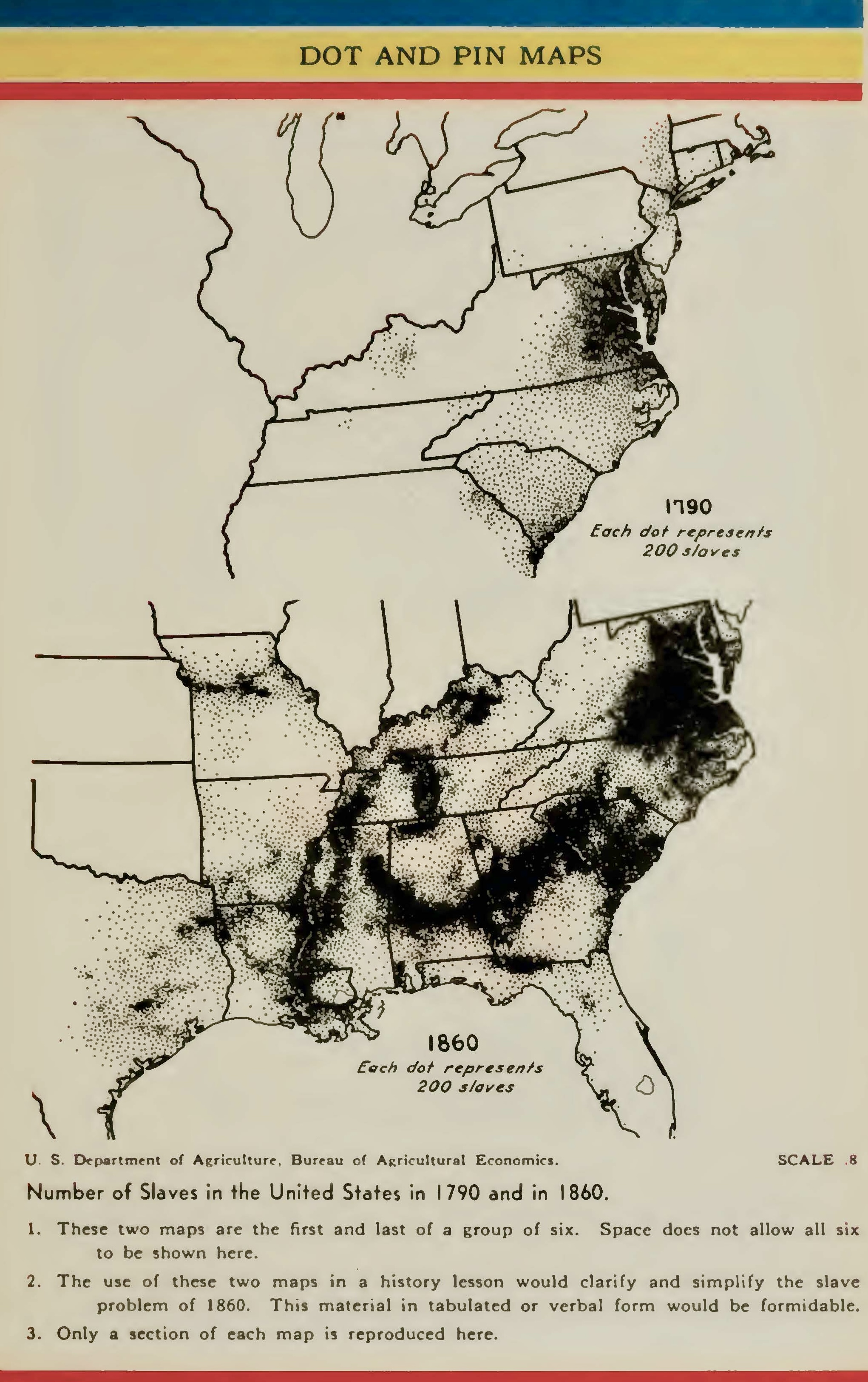
Перемещение рабов между 1790 и 1860 годами

Процент рабов в каждом графстве рабовладельческих штатов, 1860

Впервые африканские невольники были завезены в британскую Виргинию британским приватиром White Lion в 1619 году. В 1698 году английский парламент узаконил для частных лиц работорговлю. Однако после дела Сомерсета в Англии (1772), Французской революции и начала войны с Наполеоном в 1806 году британский парламент воспользовался моментом, чтобы сначала запретить кораблям доставку рабов во французские колонии. На следующий год  аболиционисты Уилберфорс и Гренвиль добились распространения этого запрета и на другие страны, в том же году британский флот начал борьбу с работорговлей на побережье Западной Африки, что остановило поставку живого товара и через океан. В 1807 году в США также был принят Закон о запрете импорта рабов. Однако рабов продолжали завозить нелегально.
Промежуточное положение между рабами и свободными занимали «проданные в услужение» — когда люди продавали свободу за право переехать в Америку и там снова «отработать» её.
По состоянию на 1860 год, из 12-миллионного населения 15 американских штатов, где сохранялось рабство, 4 миллиона были рабами. Из 1,5 млн семей, живущих в этих штатах, более 390 тысяч имели рабов.

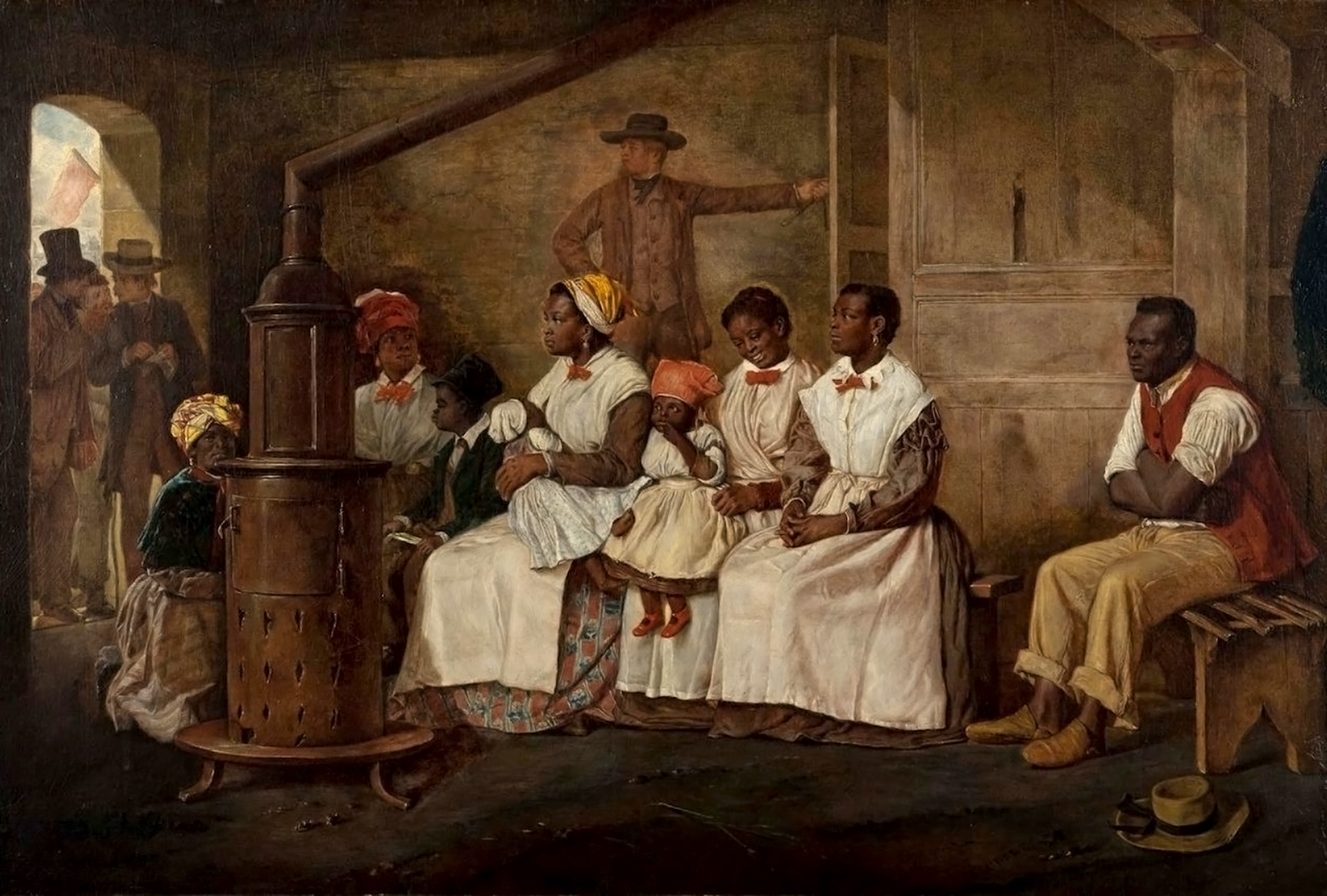
Рабы в ожидании продажи: Ричмонд (Виргиния)

Труд рабов широко использовался в плантационном хозяйстве. В первой половине XIX века национальное богатство Соединённых Штатов в значительной степени было основано на эксплуатации рабского труда. За период с XVI века по XIX век в страны Америки было завезено около 12 млн африканцев, из них около 645 тыс. — на территорию современных США.

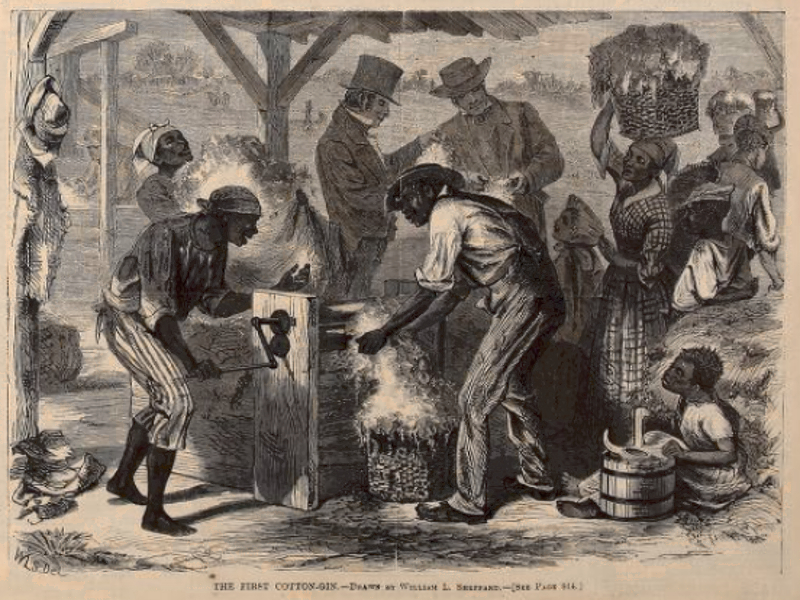
Рабы занимаются очисткой хлопка, используя коттон-джин.

Рабы работали до 18—19 часов в сутки. Считают, что средняя продолжительность жизни негра-раба на плантациях составляла всего 10 лет, а в XIX веке — даже 7 лет. Рабам запрещали учиться писать и читать, запрещали передвигаться группами более чем в 7 человек без сопровождения белых. Любой белый, встретивший негра вне плантации, мог потребовать у него отпускной билет, а если его не было, то мог дать негру 20 ударов плетью. Если негр пытался защищаться или ответить на удар, то его казнили.
Цены на рабов в XIX веке зависели от цен на хлопок, который выращивали рабы, а также от производительности их труда. Падение цен начиная с 1837 года объясняется экономическим кризисом и падением цен на хлопок, а резкий рост цены рабов с 1840-х годов связывают с ростом производительности в связи с концентрацией производства хлопка в крупных, более эффективных хозяйствах. Также возможно, что рабы, не привезённые из Африки, а рождённые уже в США, работали лучше.
В 1850 году Конгресс США принял закон о беглых рабах, разрешавший поиск и задержание беглых рабов на территориях, где рабство было отменено. Закон обязывал население всех штатов активно участвовать в поимке беглых рабов и предусматривал суровое наказание для рабов, тех, кто их укрывал и тех, кто не содействовал поимке раба. Во всех южных и северных штатах учреждались особые уполномоченные по ловле рабов, которым следовало оказывать содействие. Пойманных рабов помещали в тюрьму и под вооружённой охраной возвращали рабовладельцу. Чтобы раб был признан беглым, достаточно было, чтобы любой белый заявил и подтвердил под присягой, что этот чернокожий является бежавшим от него рабом.
Со временем внутри США назрело глубокое противоречие, выражавшееся в том, что на севере рабства не было, а на юге оно существовало, причём в больших масштабах.

### Причины возникновения
Поскольку колонии на американском континенте в основном привлекали свободными сельскохозяйственными землями, для их обработки требовалась рабочая сила, которую и поставляли европейские работорговцы.

### Восстания рабов
В Нью-Йорке в 1712 году рабы подняли восстание из-за жестокого обращения хозяев. Против них были направлены солдаты. Некоторых захваченных повстанцев сожгли заживо, нескольких колесовали, прочих повесили.
В 1739 году восстали 200 рабов на плантации в Стоо около Чарльстона. Они убили нескольких плантаторов, сожгли урожай и дома.

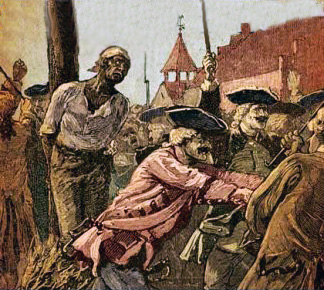
Раба готовятся сжечь заживо в Нью-Йорке, 1741 год

В 1741 году в Нью-Йорке много афро-американцев было арестовано по обвинению в подготовке большого восстания и поджогов, многие из них были казнены.
Крупнейшее восстание рабов в истории США произошло в 1831 году в Виргинии. Его предводителем был Нат Тёрнер.

### Аболиционизм
Начало массового движения против рабства в  США принято относить к 30-м годам XIX века. К 1840 году в движении сложилось два течения. Большинство аболиционистов во главе с У. Гаррисоном считало, что с рабством необходимо бороться, не прибегая к силе. Меньшинство, возглавляемое Ф. Дугласом, М. Делани и Г. Тернером выступало за применение вооружённой силы. Джон Браун предпринял неудавшуюся вооружённую попытку освободить рабов в 1859 году.
Американские сторонники аболиционизма, многие из которых входили в Американское колонизационное общество, в 1816 году купили земли на побережье Африки и основали государство Либерия. В это государство перевозились выкупленные аболиционистами, и тем самым получившие свободу, рабы. Однако эта идея не получила столь масштабного развития, на которое надеялись сторонники американского аболиционизма, хотя им и удалось за несколько десятилетий отправить в Либерию десятки тысяч бывших рабов. Плантаторы южных штатов не намеревались отказываться от дешёвого рабского труда, приносившего им огромные прибыли. Более того, большое количество рабов, родившихся в Америке, считали её своей родиной и не желали покидать США.
«Подпольной железной дорогой» в США в 1850-х годах называли тайную организацию аболиционистов, переправлявшую беглых негров с Юга на Север, где не было рабства.
Развитие аболиционизма послужило одной из ключевых предпосылок к Гражданской войне и отмене рабства.

### Политические и правовые разногласия, возникшие при принятии в состав федерации новых штатов

Свободные и рабовладельческие штаты, 1789–1861 годы

Второй, пожалуй, не менее важной предпосылкой, стало противоречие, выразившееся в конкуренции по вопросу о принятии в состав американской федерации новых штатов, когда возникал вопрос, будет ли новый штат рабовладельческим или свободным. В 1857 году даже Верховный суд США оказался в центре глубоких политических и правовых разногласий между Севером и Югом в условиях неотмененного рабства. «Борьба между сторонниками и противниками рабства еще более обострилась из-за громкого судебного процесса „Дред Скотт против Сэндфорда“, в ходе которого Верховный суд США принял откровенно расистское решение о том, что чернокожие не могут быть признаны гражданами США, и запретил штатам принимать законы, отменяющие рабовладение».

### Таможенные пошлины как экономическая предпосылка отмены рабства
Третьей причиной, несомненно, являлось принципиальное разногласие по вопросу увеличения или уменьшения таможенных пошлин. Север, имея развитую промышленность, был заинтересован в реализации своих товаров на рынке южных штатов и повышении таможенных пошлин на ввозимые товары, тогда как юг, наоборот, был заинтересован в том, чтобы ввозимые из Европы товары не облагались пошлинами, что позволило бы побудить местных производителей сдерживать цены. Кроме того, на севере уже серьёзно ощущалась нехватка рабочей силы, которой на юге было в избытке, но она была несвободной.

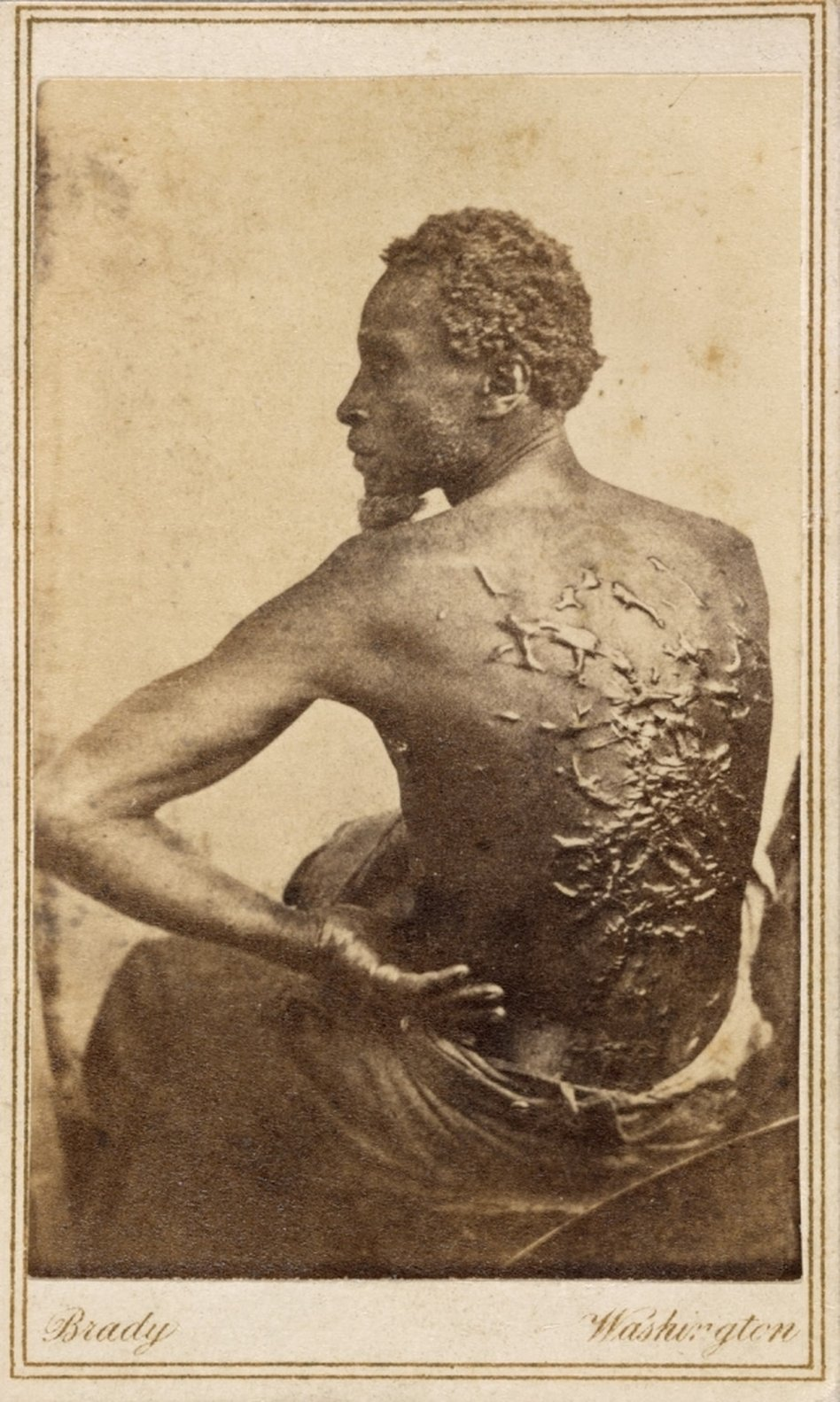
Известная фотография беглого раба Гордона со следами от плети на спине, 1863 год

## Запрет рабства
Рабство было отменено после завершения Гражданской войны 1861—1865 годов и принятия Тринадцатой поправки к конституции США в декабре 1865 года. Последним штатом, ратифицировавшим эту поправку, был Миссисипи в 2013 году. Последней рабыней, которая была привезена в США (это событие произошло в 1860 году, а сама она была привезена на корабле «Клотильда»), стала 17-летняя на момент отмены бенинка Редоши, получившая в рабстве новое имя — Салли Смит (англ. Sally Smith) в честь своего хозяина, и ещё до прибытия вышедшая замуж за своего же соотечественника, однако из другого племени и говорившего на другом языке. Салли Смит умерла в 1937 году. Последним рабом-мужчиной был также выходец из Бенина, и предположительно, представитель народа йоруба Олуале Коссола (йоруба Oluale Kossola), привезённый в США в том же году, что и Редоши, и получивший в рабстве имя Куджо Казула Льюис (англ. Cudjoe Kazoola Lewis). Оссола умер за два года до Салли Смит — в 1935-м. И Оссола, и Смит, были привезены в США незаконно, и проживали в основанном ими же посёлке Африкатаун в штате Алабама.

## Новые формы рабства после официальной отмены
После отмены рабства плантаторы нуждались в дешевой рабочей силе. Они обратили внимание на то, что Тринадцатая поправка предусматривала наказание каторгой за преступления, которое стали использовать для организации тюремных ферм, где заключённые использовались как бесплатная рабочая сила, и аренды осуждённых, передаваемых судебными властями в распоряжение частных подрядчиков на определённый срок либо бесплатно, либо за суммы значительно ниже, чем тот же подрядчик платил бы вольнонаёмным.

## Память
Днём отмены рабства в США считается 19 июня 1865 года.
17 июня 2021 года Конгресс США одобрил законопроект об установлении официального Дня освобождения рабов 19 июня. Этот документ был одобрен Палатой представителей. «За» проголосовали 415 депутатов нижней палаты из 429. За день до того Сенат единогласно поддержал этот законопроект. Официально дата будет отмечаться после подписи президентом Джо Байденом.